# Orla Gartland
Orla Joan Gartland (ur. 3 lutego 1995 w Dublinie) – irlandzka piosenkarka, autorka tekstów i gitarzystka, która zdobyła popularność głównie dzięki nagrywaniu coverów. Swoją twórczość zamieszcza na kanale w serwisie YouTube. Do listopada 2020 roku jej kanał miał odnotowanych ponad 17 milionów wyświetleń.
Gartland opisuje swoją muzykę jako "folk pop", na którą najbardziej wpłynęły artystki Joni Mitchell, Regina Spektor i Imogen Heap. Często zwraca się do siebie jako "tworzący muzykę rudy wariat". Swoją karierę rozpoczęła jako trzynastolatka, a swoje własne piosenki zaczęła pisać rok później.

## Życiorys
Orla urodziła się w Dublinie. W wywiadzie z Campus.ie powiedziała, cytując:  "Grałam na skrzypcach i irlandzkich rzeczach jak miałam około 5 lat. Moi rodzice wciągnęli mnie w lekcje i gitarę około 12 roku życia i zaczęło się od tego". Swój pierwszy film na YouTube umieściła kiedy miała 13 lat.
Z Dublina wyprowadziła się około stycznia 2014 roku i zamieszkała w Londynie.

## Kariera
Gartland w 2012 roku wydała swój debiutancki singiel, Devil on my Shoulder, który wszedł na zestawienie piosenek autorskich iTunes w Irlandii.
Rok później, 11 listopada Orla wydała EP-kę z czterema utworami nazwaną Roots. Irlandzka gazeta, Irish Mirror napisała artykuł o Orli i jej sukcesie, stwierdzając że "zeszłego czwartku, na iTunes, jej debiutancka EP-ka Roots trafiła na pierwsze miejsce na głównym Irlandzkim zestawieniu albumów, 15 na głównym zestawieniu albumów w Wielkiej Brytanii i 2. miejsce w zestawieniu piosenek autorskich w Stanach Zjednoczonych". Orla powiedziała, że utwór tytułowy EP-ki "...dotyczy wszystkich rzeczy które kojarzysz z domem i zabieraniem ich ze sobą kiedy się przeprowadzasz, żebyś się nie zmienił". EP-ka uzyskała także własną trasę po Wielkiej Brytanii i Irlandii.
Gazeta Irish Independent wybrała ją jako jedną z "najbardziej wpływowych nastolatków", a GoldenPlec wyróżnił ją w ich "Plec Pick" w 2014 roku jako jedną z najlepszych artystów solowych w Irlandii.
Orla grała w zespole dodie przez jej wszystkie trzy trasy i supportowała ją podczas trasy Human w 2019 roku.
18 stycznia 2015 roku ukazała się druga EP-ka Gartland, Lonely People. Ilość utworów była taka sama, z czego dwie piosenki otrzymały teledysk. Spotkała się ona z przyjaznym odbiorem, magazyn Wonderland wybrał piosenkę tytułową jako piosenkę tygodnia 1 grudnia 2014 roku, zaś Fortitude Magazine zrecenzował każdą z piosenek osobno i napisał, że Gartland "zapewnia niesamowitą EP-kę ze świetnym wokalem i znakomitym tekstem". Orla koncertowała aby promować EP-kę w lutym 2015 roku. 
Po tym jak Orla nie wydawała muzyki przez trzy lata, powróciła z piosenką I Go Crazy, która do tej pory otrzymała 3 miliony wyświetleń na YouTube i jest najpopularniejszą piosenką Orli. 13 listopada 2018 roku wydała także Between My Teeth. Obydwie piosenki otrzymały akustyczne wersje.
W 2016 roku Orla założyła portal na platformie Patreon, na którym umieszcza dema piosenek za niewielką opłatę pod nazwą Orla's Secret Demo Club. 
1 lutego 2019 roku Orla zapowiedziała piosenkę Why Am I Like This? na swoich serwisach społecznościowych jako pierwszy singiel z nadchodzącej EP-ki o takiej samej nazwie. Została ona wydana 8 lutego 2019 roku i jak mówi Gartland, opowiada o jej wszystkich doświadczeniach związanych z fobią społeczną. "Jest to kolekcja historii które zapisałam z biegiem czasu". Początkowo, piosenka była bardziej rozwlekła i miała inne zwrotki. EP-ka Why Am I Like This? wyszła 24 maja 2019 roku poprzedzona Flatline – najstarszą piosenką Orli, napisaną 4 lata przed jej wydaniem. Cały album uzyskał specjalną sesję zdjęciową, inspirowaną księgą pamiątkową na zakończenie szkoły. "...pasuje do tematów piosenek; jest to konkretny czas w twoim życiu" mówi Orla. Trasa promująca EP-kę odbywała się głównie w Wielkiej Brytanii z trzema koncertami w Europie. 
6 września tego samego roku wyszedł utwór Did It To Myself który jest "o moim pierwszym doświadczeniu z prawidłowo złamanym sercem", jak mówi Orla w opisie postu na Instagramie. Teledysk do piosenki wyszedł 18 dni później – 24 września. Premiera kolejnego singla miała miejsce 1 listopada, po tym jak została zapowiedziana przez Orlę 30 października. Razem z pojawieniem się singla na serwisach streamingowych, Orla ogłosiła, że jej nowa EP-ka, Freckle Season wyjdzie 21 lutego 2020 roku. Jednak przed ukazaniem się Freckle Season, został wydany trzeci utwór z minialbumu, Heavy. Stało się to 15 stycznia. Nieco później, 21 lutego, EP-ka Orli możliwa była już do przesłuchania. Otrzymała ona "trasę" w formie livestreamów na YouTube, której pierwszy koncert miał miejsce 23 marca. 24 lipca 2020 roku Gartland wydała swoją pierwszą płytę winylową – Why Is Freckle Season Like This?, która zawierała Freckle Season połączone z poprzednią EP-ką Orli, Why Am I Like This? oraz dodatkowym utworem Don't Fall In Love With A Musician. Winyl pojawił się na 12 miejscu najpopularniejszych winyli w Wielkiej Brytanii. Erę Freckle Season zakończyła akustyczna wersja Figure It Out.
11 października Orla poinformowała, że jej nowa piosenka Pretending wyjdzie 16 października. Kilka godzin po tym, jak piosenka trafiła na platformy muzyczne – miała miejsce premiera jej teledysku. 9 stycznia ujawniła w poście na Instagramie o wydaniu następnego singla z nadchodzącego albumu - More Like You. Przyznała też, że jest to jej ulubiona piosenka jaką kiedykolwiek napisała. Mówi ona o "obsesji na punkcie kogoś, kto sprawia, że życie wygląda łatwo". W poniedziałek 26 stycznia na platformie YouTube ukazał się oficjalny teledysk do More Like You w którym tańczy razem z Hannah Hornsby.

## Dyskografia

### Minialbumy
- Roots (2013)
- Why Am I Like This? (2019)
- Freckle Season (2020)